# 佐瀨種常
佐瀨種常（？- 天正17年6月5日），日本戰國時代及安土桃山時代的武將。蘆名氏家臣。佐瀨貞藝之子，大和守。

## 略歷
蘆名氏宿老重臣蘆名四天之一人，天文7年（1538）黑川城下大火致使蘆名氏的居館被燒毀，因此蘆名盛氏一度於種常的房屋居住。種常負責領内六齋市的商業流通及商業政策的規劃。天正17年（1589年）摺上原之戰時戰死。